# Melanoplus bivittatus
Melanoplus bivittatus är en insektsart som först beskrevs av Thomas Say 1825.  Melanoplus bivittatus ingår i släktet Melanoplus och familjen gräshoppor. Inga underarter finns listade i Catalogue of Life.

## Bildgalleri

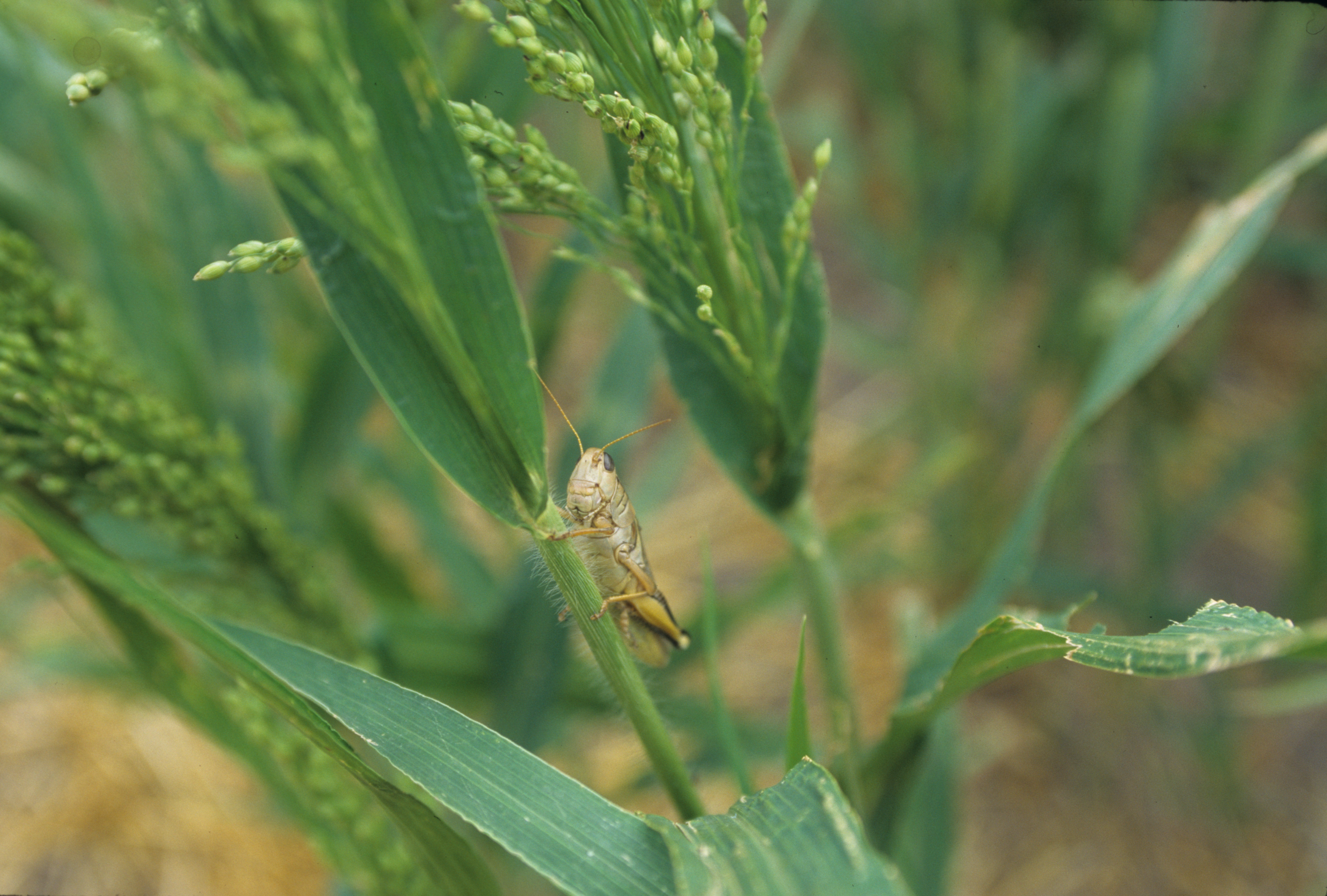